# Port-Bail-sur-Mer
Port-Bail-sur-Mer est une commune française, située dans le département de la Manche en région Normandie, peuplée de 2 522 habitants.
Elle est créée le 1er janvier 2019 sous le statut de commune nouvelle par la fusion de Portbail, Saint-Lô-d'Ourville, Denneville.

## Géographie

### Localisation

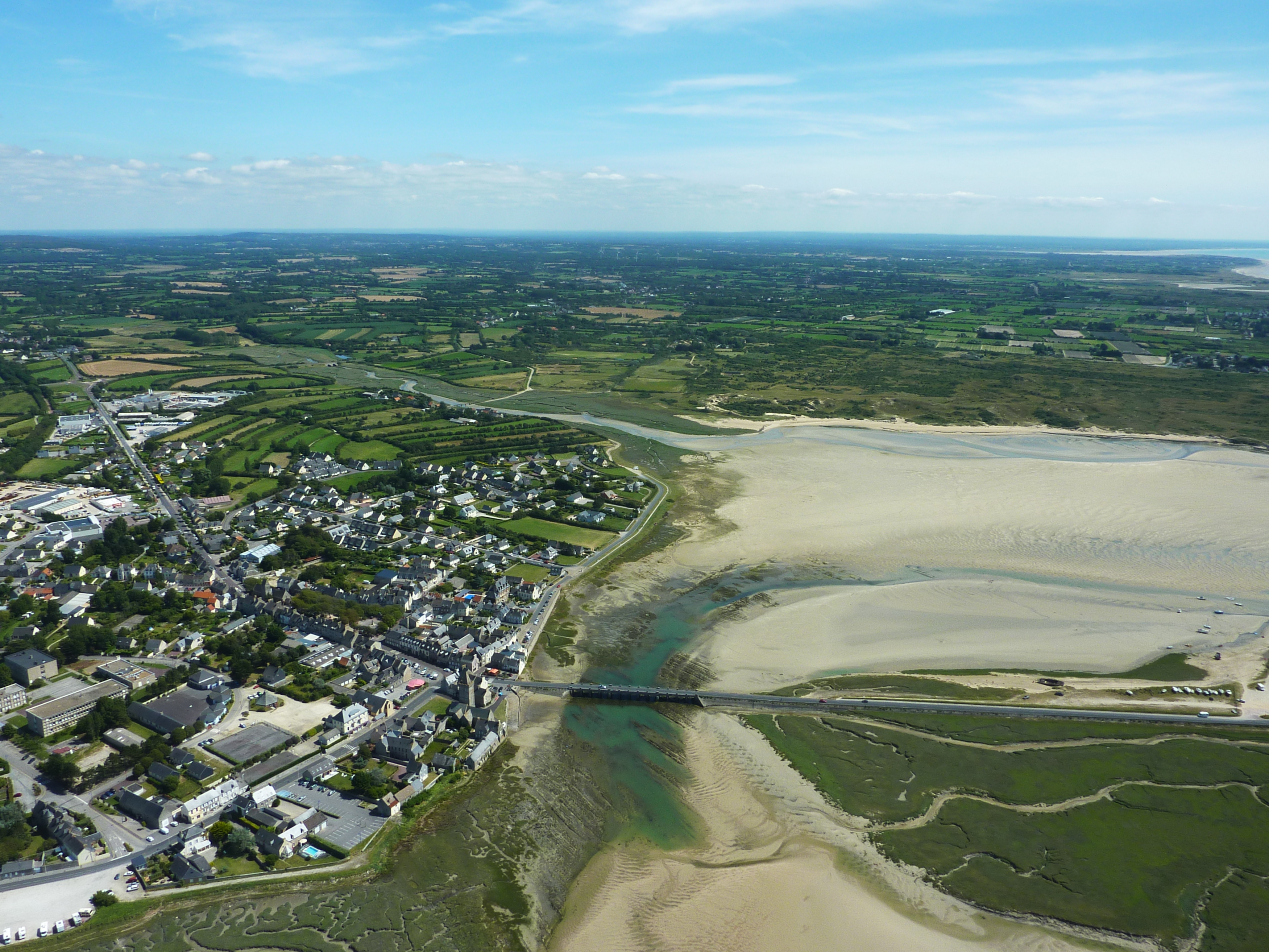
La vieille ville de Portbail, le pont et le havre vus du ciel.

Port-Bail-sur-Mer est une commune littorale de la Manche située à l'ouest de la péninsule du Cotentin et desservie par l'ancienne route nationale 803 (actuelle RD 903) reliant Barneville-sur-Mer à Carentan.
Les communes limitrophes sont  Besneville, Canville-la-Rocque, Fierville-les-Mines, La Haye, Le Mesnil, Saint-Georges-de-la-Rivière et Saint-Sauveur-de-Pierrepont.

### Hydrographie
La commune est située dans le bassin Seine-Normandie. Elle est drainée par la Dure, le Gris, le cours d'eau 10 du Gorget, le Fleuve, le ruisseau de Lanquetot, un bras de la Dure, un bras du Gris, le cours d'eau 01 de la commune de Denneville, le cours d'eau 01 de la Heurtauderie, le cours d'eau 01 de l'Hommet, le fossé 01 de la commune de Portbail, le Pont aux Oeufs, le ruisseau de Gennetot et un autre petit cours d'eau,.
La Dure, d'une longueur de 11 km, prend sa source dans la commune de La Haye et se jette  dans le golfe de Saint-Malo après avoir longé la commune. 
Le Gris, d'une longueur de 14 km, prend sa source dans la commune de Saint-Maurice-en-Cotentin et se jette  dans le golfe de Saint-Malo sur la commune, après avoir traversé quatre communes. 

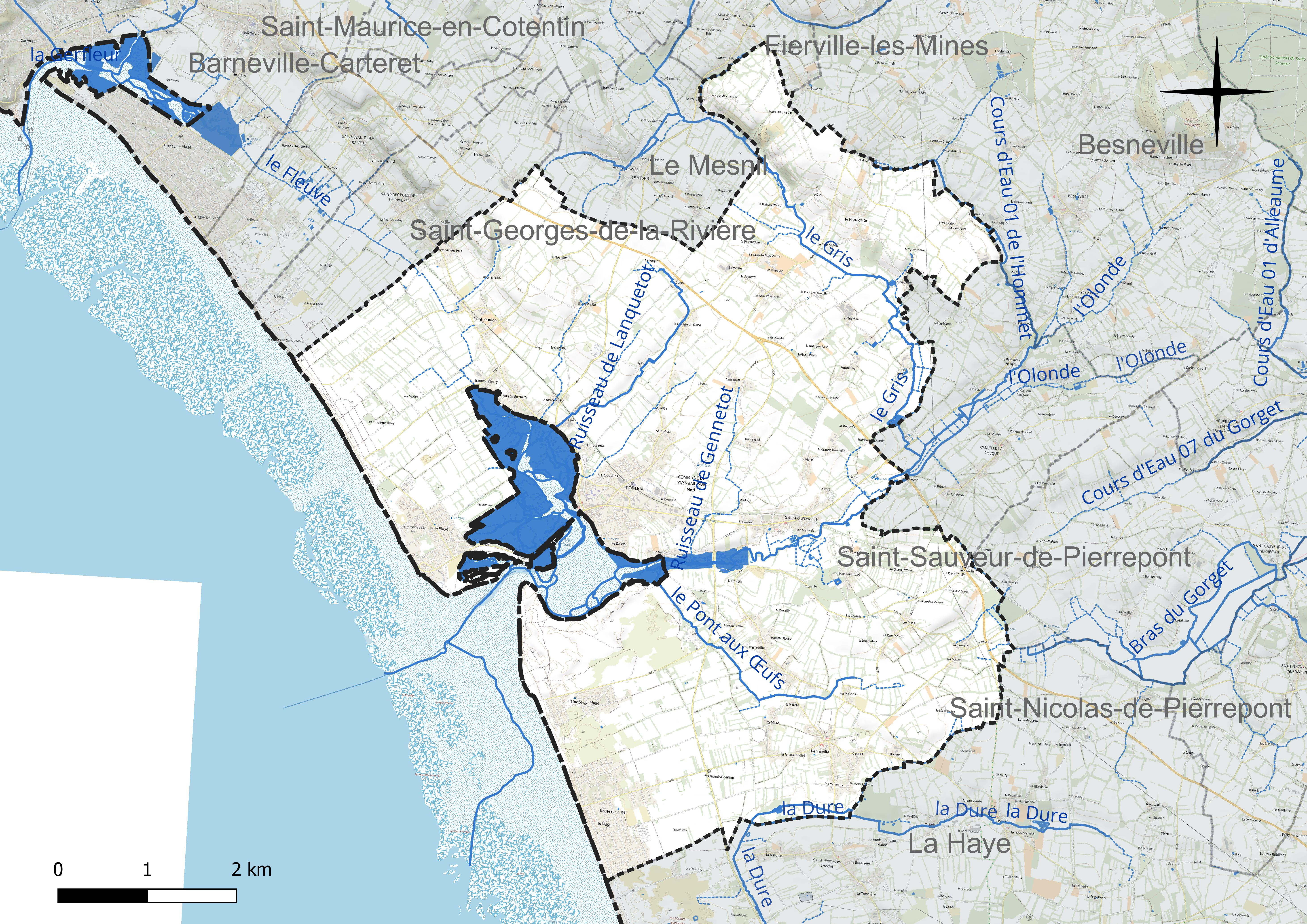
Réseau hydrographique de Port-Bail-sur-Mer.

Un plan d'eau complète le réseau hydrographique : le plan d'eau du Château d'Olonde (0,8 ha),.

### Climat
Pour des articles plus généraux, voir Climat de la Normandie et Climat de la Manche.
En 2010, le climat de la commune est de type climat océanique franc, selon une étude du CNRS s'appuyant sur une série de données couvrant la période 1971-2000. En 2020, Météo-France publie une typologie des climats de la France métropolitaine dans laquelle la commune est exposée à un climat océanique et est dans la région climatique Normandie (Cotentin, Orne), caractérisée par une pluviométrie relativement élevée (850 mm/a) et un été frais (15,5 °C) et venté. Parallèlement le GIEC normand, un groupe régional d’experts sur le climat, différencie quant à lui, dans une étude de 2020, trois grands types de climats pour la région Normandie, nuancés à une échelle plus fine par les facteurs géographiques locaux. La commune est, selon ce zonage, exposée à un « climat maritime », correspondant au Cotentin et à l'ouest du département de la Manche, frais, humide et pluvieux, où les contrastes pluviométrique et thermique sont parfois très prononcés en quelques kilomètres quand le relief est marqué.
Pour la période 1971-2000, la température annuelle moyenne est de 11,3 °C, avec une amplitude thermique annuelle de 10,8 °C. Le cumul annuel moyen de précipitations est de 771 mm, avec 13,5 jours de précipitations en janvier et 7 jours en juillet. Pour la période 1991-2020, la température moyenne annuelle observée sur la station météorologique la plus proche, située sur la commune de Gouville-sur-Mer à 28 km à vol d'oiseau, est de 12,2 °C et le cumul annuel moyen de précipitations est de 844,8 mm,. Pour l'avenir, les paramètres climatiques de la commune estimés pour 2050 selon différents scénarios d’émission de gaz à effet de serre sont consultables sur un site dédié publié par Météo-France en novembre 2022.

## Urbanisme

### Typologie
Au 1er janvier 2024, Port-Bail-sur-Mer est catégorisée commune rurale à habitat dispersé, selon la nouvelle grille communale de densité à sept niveaux définie par l'Insee en 2022.
Elle est située hors unité urbaine et hors attraction des villes,.
La commune, bordée par la Manche, est également une commune littorale au sens de la loi du 3 janvier 1986, dite loi littoral. Des dispositions spécifiques d’urbanisme s’y appliquent dès lors afin de préserver les espaces naturels, les sites, les paysages et l’équilibre écologique du littoral, tel le principe d'inconstructibilité, en dehors des espaces urbanisés, sur la bande littorale des 100 mètres, ou plus si le plan local d’urbanisme le prévoit.

## Toponymie
Port-Bail-sur-Mer fait référence à Portbail, attesté sous les formes Portus Ballii en 746 et 753 et Port Bahil en 1027 et à sa localisation.

## Histoire

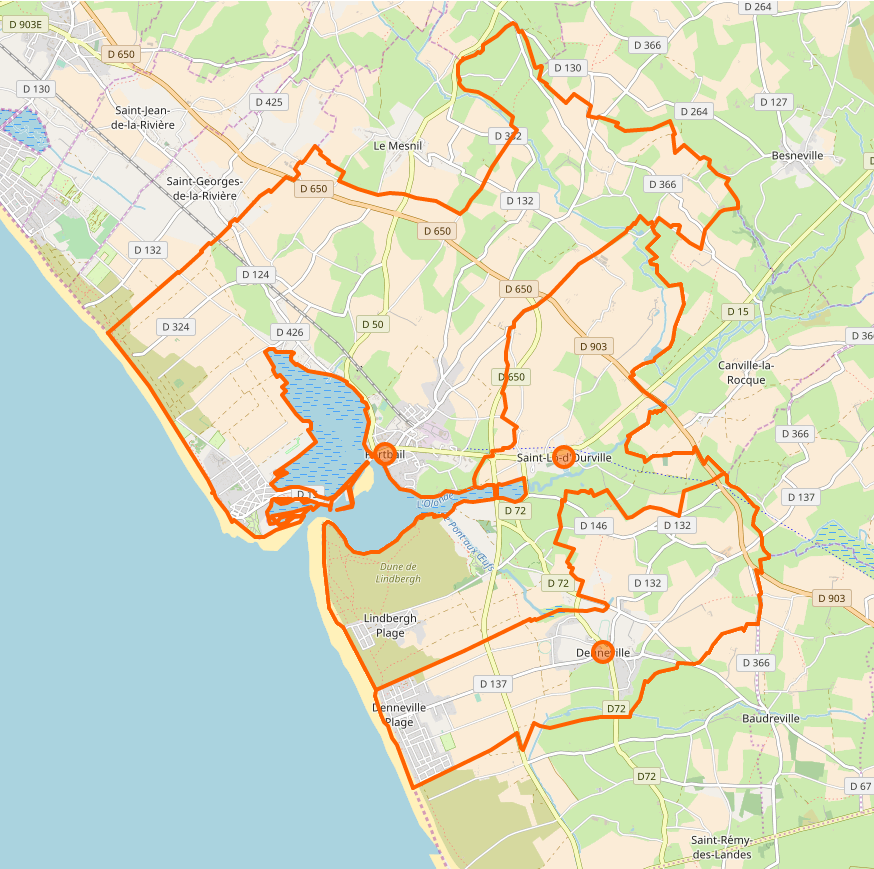
Carte de la commune nouvelle

L'histoire de la commune est celle des anciennes communes fusionnées.
En 2015, les élus de plusieurs communes issues de la Communauté de communes de la Côte des Isles, voire plus précisément de l'ancienne communauté de communes de la région de Portbail, engagent une réflexion sur une commune nouvelle située entre les communes de Port-Bail, Saint-Lô-d'Ourville, Denneville, Canville-la-Rocque, Fierville-les-Mines et Le Mesnil. Le projet est cependant reporté en raison du refus des habitants du Mesnil et du retrait de Canville-la-Rocque. Fierville-les-Mines était également concerné par un périmètre visant à regrouper le syndicat scolaire des 7 Lieux dont l'école de Saint-Maurice-en-Cotentin était à conforter.
Finalement, le projet se concrétise en 2018 autour de trois communes littorales. La première délibération du conseil municipal du mardi 26 juin a permis d'entériner la création d'une commune nouvelle : les quinze élus de Portbail ont voté unanimement en faveur de la création, les deux autres conseils réunis simultanément ont enregistré un vote majoritaire. La commune est finalement créée au 1er janvier 2019 par un arrêté préfectoral du 20 décembre 2018.

## Politique et administration

### Circonscriptions électorales et administratives
Port-Bail-sur-Mer fait partie de l'arrondissement de Cherbourg du département de la Manche.
Lors de sa création en 2019, le territoire de la commune nouvelle est réparti entre les cantons de  des Pieux et de Créances (pour le territoire de l'ex-commune de Denneville). À la suite du décret du 5 mars 2020, la commune est entièrement rattachée au canton des Pieux pour l'élection des conseillers départementaux de la Manche.
Pour l'élection des députés, elle fait partie de la troisième circonscription de la Manche.

### Intercommunalité
Port-Bail-sur-Mer est depuis sa création membre de la communauté d'agglomération du Cotentin, un établissement public de coopération intercommunale (EPCI) à fiscalité propre auquel la commune a transféré un certain nombre de ses compétences, dans les conditions déterminées par le code général des collectivités territoriales.
Cette structure intercommunale est constituée en 2017 par la fusion des intercommunalités de la pointe de la péninsule du Cotentin, dont la communauté de communes de la Côte des Isles dont faisaient partie les anciennes communes avant leur fusion en 2019.

### Liste des maires
| Période      | Période  | Identité          | Étiquette | Qualité |
| ------------ | -------- | ----------------- | --------- | --- |
| janvier 2019 | mai 2020 | Guy Cholot        | DVD       | Retraité de la Police nationale Maire de l'ex-commune de Portbail (2008 → 2018)                                           |
| mai 2020     | mai 2023 | François Rousseau | DVG       | Médecin, ancien maire-adjoint de Flamanville Conseiller général puis départemental des Pieux (2001 → 2021) Démissionnaire |
| juin 2023    | En cours | Frédérique Boury  | DVG       | Chargée d'insertion professionnelle dans une entreprise adaptée Conseillère départementale des Pieux (depuis 2015)        |

### Communes déléguées
| Nom                 | Code Insee | Intercommunalité | Superficie (km2) | Population (dernière pop. légale) | Densité (hab./km2) |
| ------------------- | ---------- | ---------------- | ---------------- | --------------------------------- | ------------------ |
| Portbail (siège)    | 50412      | CA du Cotentin   | 19,56            | 1 551 (2016)                      | 79                 |
| Denneville          | 50160      | CA du Cotentin   | 8,24             | 577 (2016)                        | 70                 |
| Saint-Lô-d'Ourville | 50503      | CA du Cotentin   | 10,7             | 512 (2016)                        | 48                 |

Les maires délégués élus en juillet 2020 sont Francis D’Hulst à Portbail, Philippe Pellerin à Denneville et André Cruchon à Saint-Lô-d’Ourville.

## Population et société

### Démographie
La population des anciennes communes puis de la commune nouvelle est connue par les recensements menés régulièrement par l'Insee. Ces chiffres concernent le territoire de l'actuelle commune nouvelle.
En 2025, la commune nouvelle comptait 2 522 habitants.
| 1968  | 1975  | 1982  | 1990  | 1999  | 2008  | 2013  | 2019  |
| ----- | ----- | ----- | ----- | ----- | ----- | ----- | ----- |
| 2 385 | 2 451 | 2 570 | 2 500 | 2 631 | 2 761 | 2 737 | 2 556 |

### Manifestations culturelles et festivités
Une course de trot est organisée en septembre de chaque année à l’hippodrome de Portbail. Toutefois, l'édition 2023 pourrait ne pas être organisée en raison de dissensions au sein de l’association organisatrice.
Le festival Les Pinsonores est organisé par l’association La Pépinière et comprend concerts, spectacles de rue et animations. Sa seconde édition a eu lieu en avril 2023.

### Sports et loisirs
Port-Bail-sur-Mer est traversée par le sentier de grande randonnée GR 223, qui relie Honfleur au mont Saint-Michel en suivant sensiblement la côte des départements du Calvados et de la  Manche, en faisant office de sentier littoral sur une grande partie de son linéaire.

## Culture locale et patrimoine

### Lieux et monuments
Les lieux et monuments de la commune sont ceux des anciennes communes fusionnées :
- L'église Notre-Dame, classée monument historique, se distingue par son clocher fortifié couronné de créneaux et de mâchicoulis du XIe siècle, vestige de la guerre de Cent Ans[46]. Cet édifice religieux occuperait l'emplacement d'un ensemble monastique du VIIIe siècle, qui dépendait de l'abbaye de Saint-Wandrille. Lieu d'expositions et de concert d'avril à octobre, visites guidées. Deux statues du XVIe (saint Jacques et Vierge à l'Enfant) sont classées à titre d'objets[47],[48].
- L'église Saint-Martin de Gouey des XIIe et XVe siècles est l'actuelle église paroissiale depuis 1909. Une Vierge du XIVe, initialement à l'Enfant, est classée à titre d'objet[49].
- le baptistère de Portbail, vestige de l’époque gallo-romaine, a l’originalité d’être hexagonal. Il fut construit au VIe, au début de la christianisation du Cotentin. C’est l'un des seuls exemplaires de baptistère retrouvé au nord de la Loire et le seul hexagonal en France. Le baptême par immersion y était pratiqué. Il fut transformé au XIIe en chapelle funéraire (avec cimetière) qui a été détruite en 1697. Des ossements y ont été trouvés, et d'autres vestiges[50].
- Chapelle Saint-Siméon-le-Stylite, abritant une pietà du XVe siècle et une cloche du XVIe classées à titre d'objets aux Monuments historiques[51],[52].
- Église Saint-Rémi de Denneville (13e/15e/19e)
- Église Notre-Dame d’Omonville (1759), ruinée
- Église Saint-Lô-d'Ourville (XVe)[53]

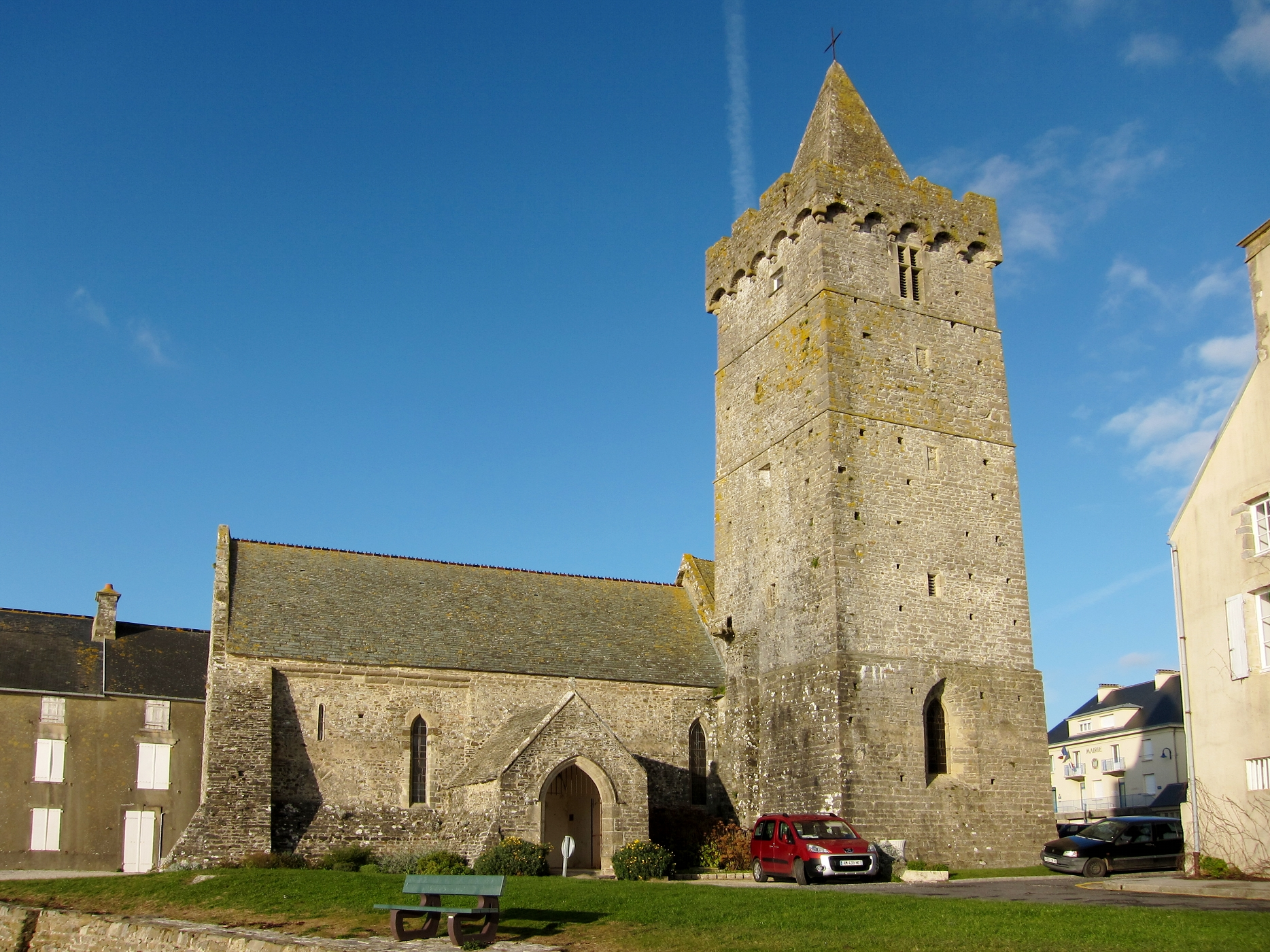
Église Notre-Dame de Portbail vue du pont.
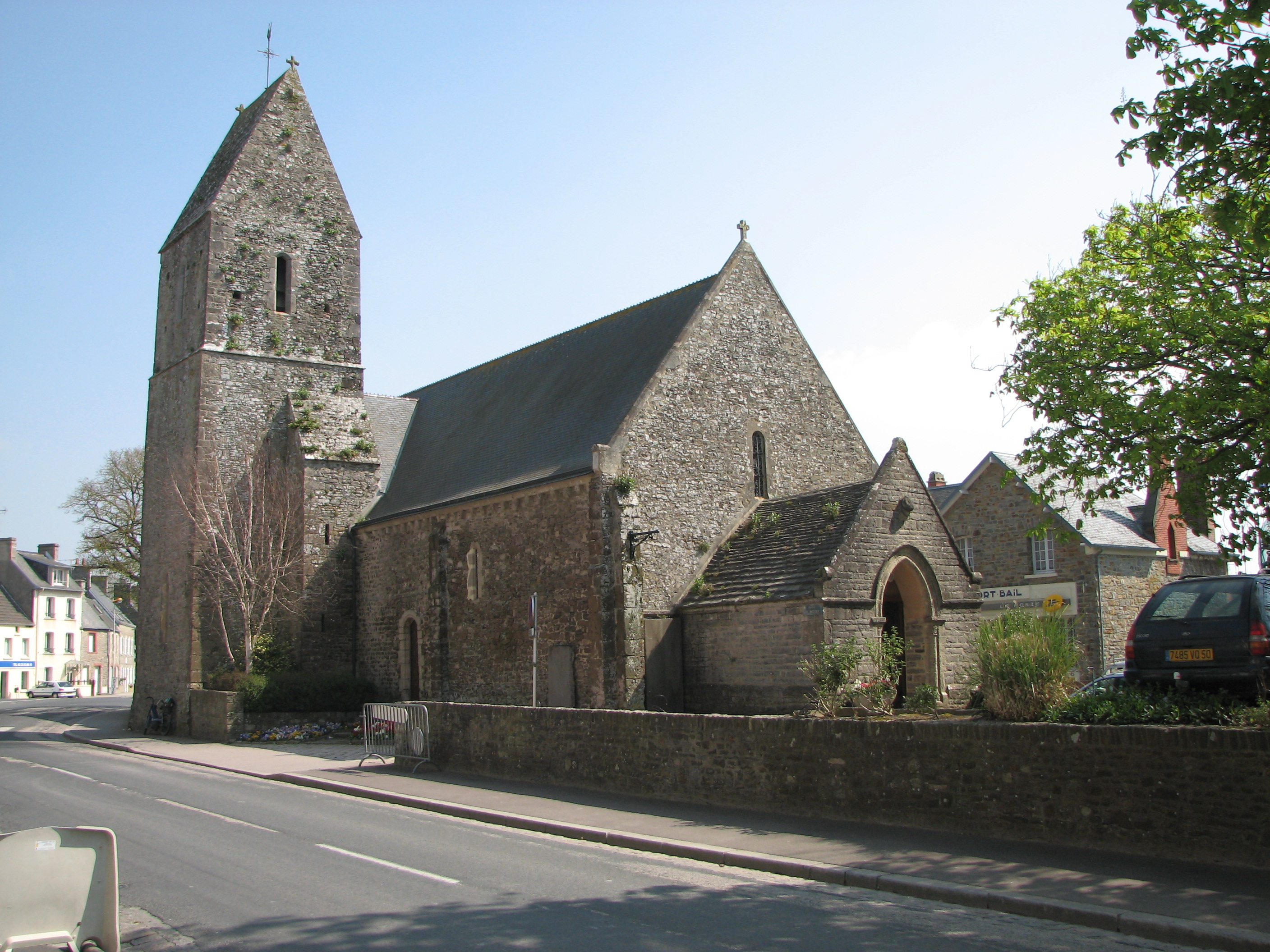
Église Saint-Martin de Gouey.
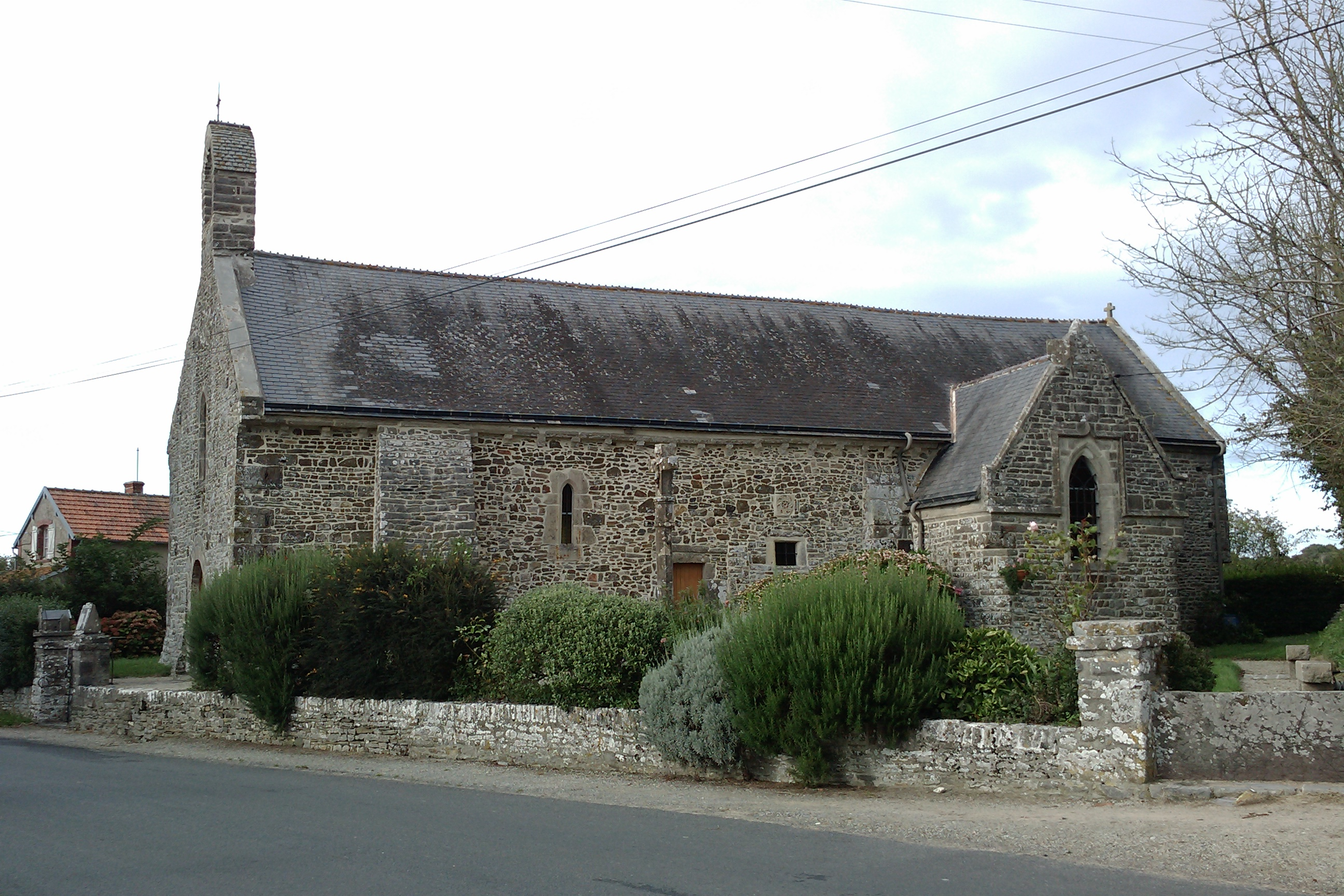
Chapelle Saint-Siméon-le-Stylite à Port-Bail.
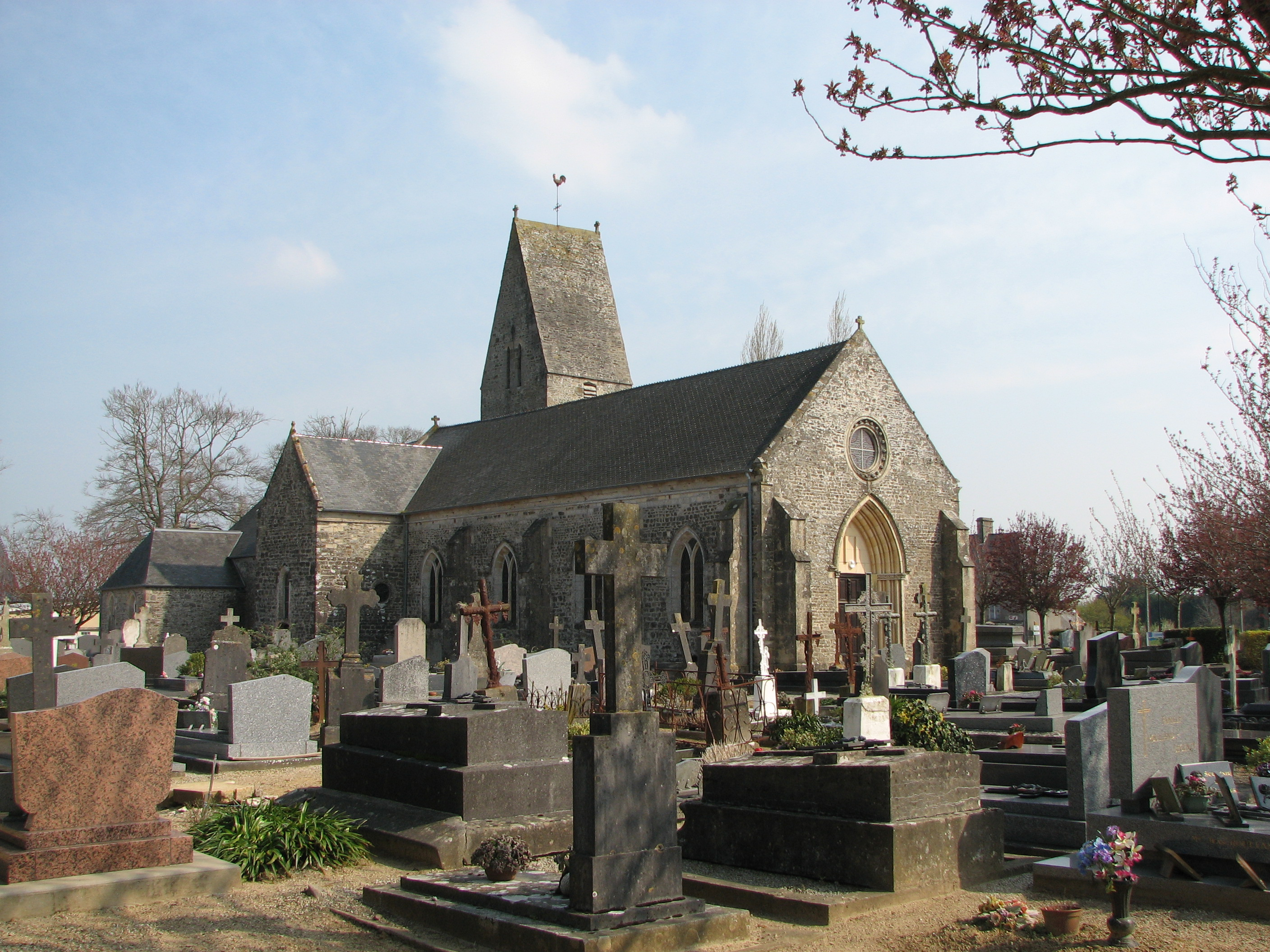
L'église Saint-Rémi de Denneville.
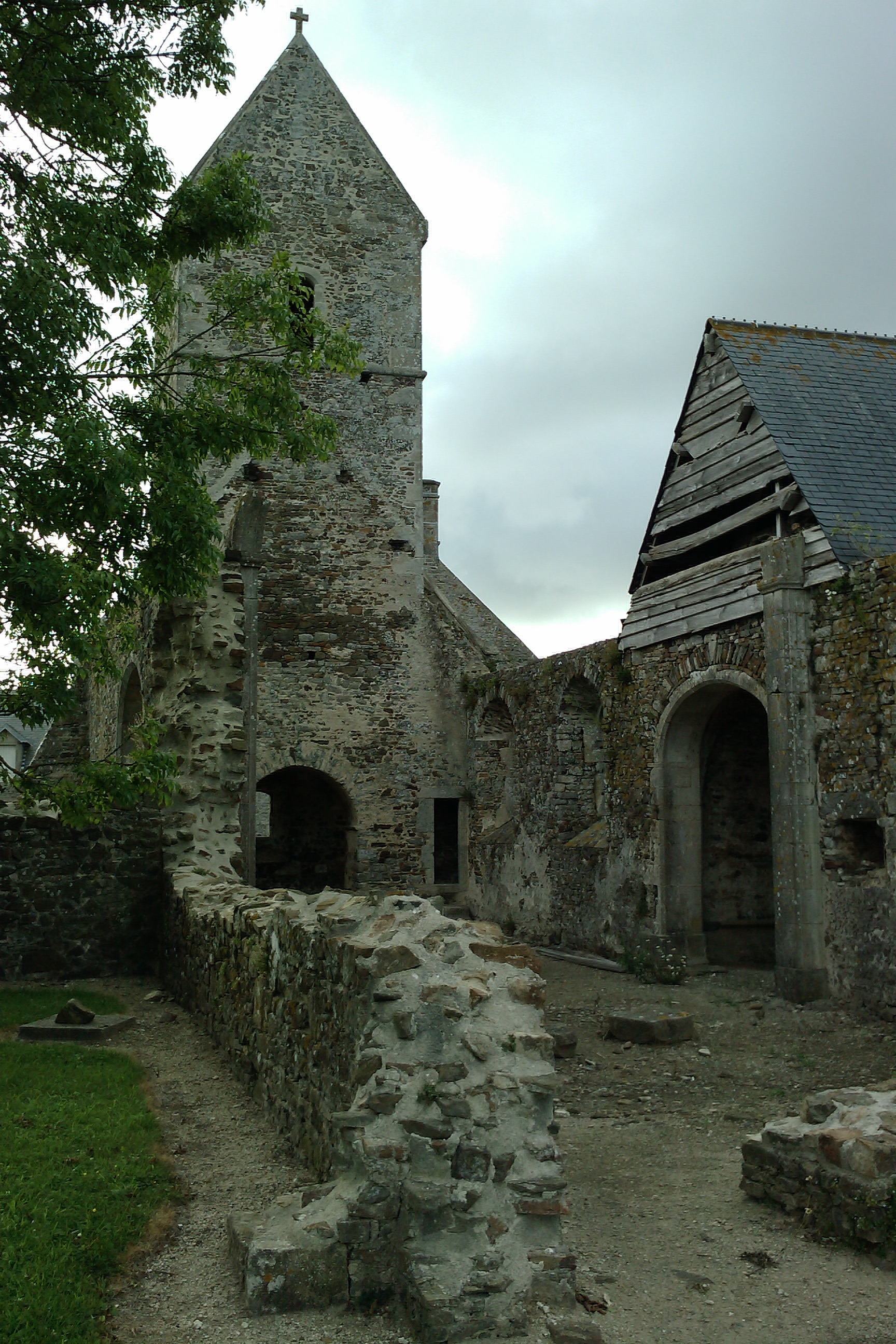
Église Notre-Dame d'Omonville-la-Folliot.
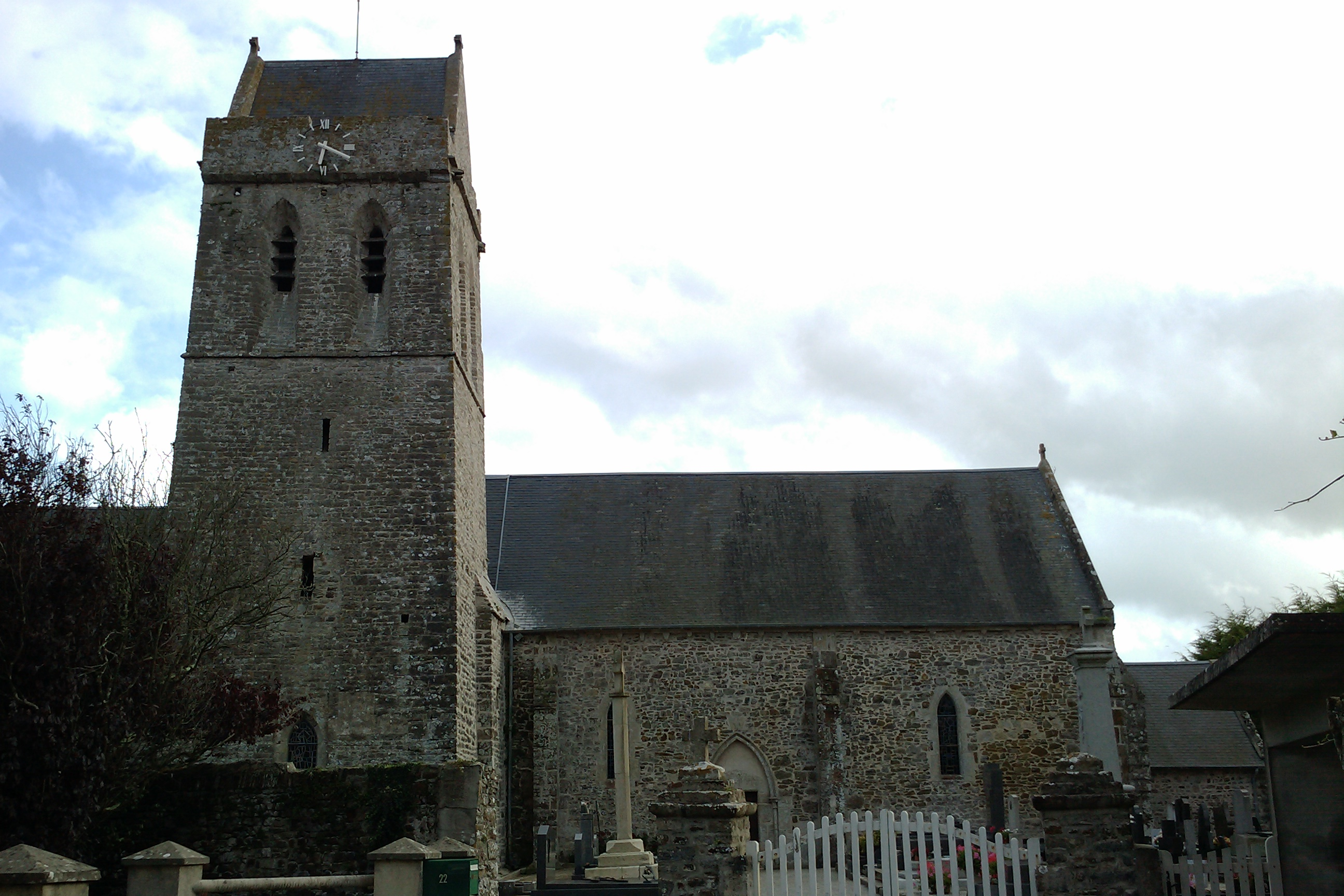
L'église Saint-Lô de Saint-Lô-d'Ourville.

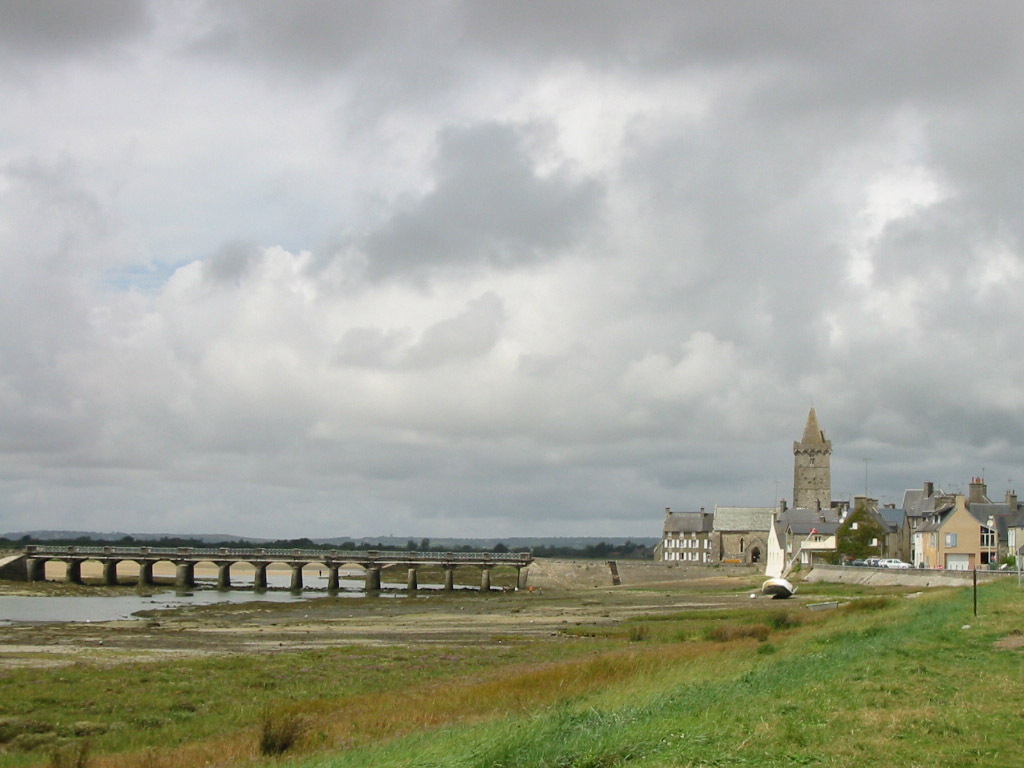
Le pont aux treize arches et l'église Notre-Dame.

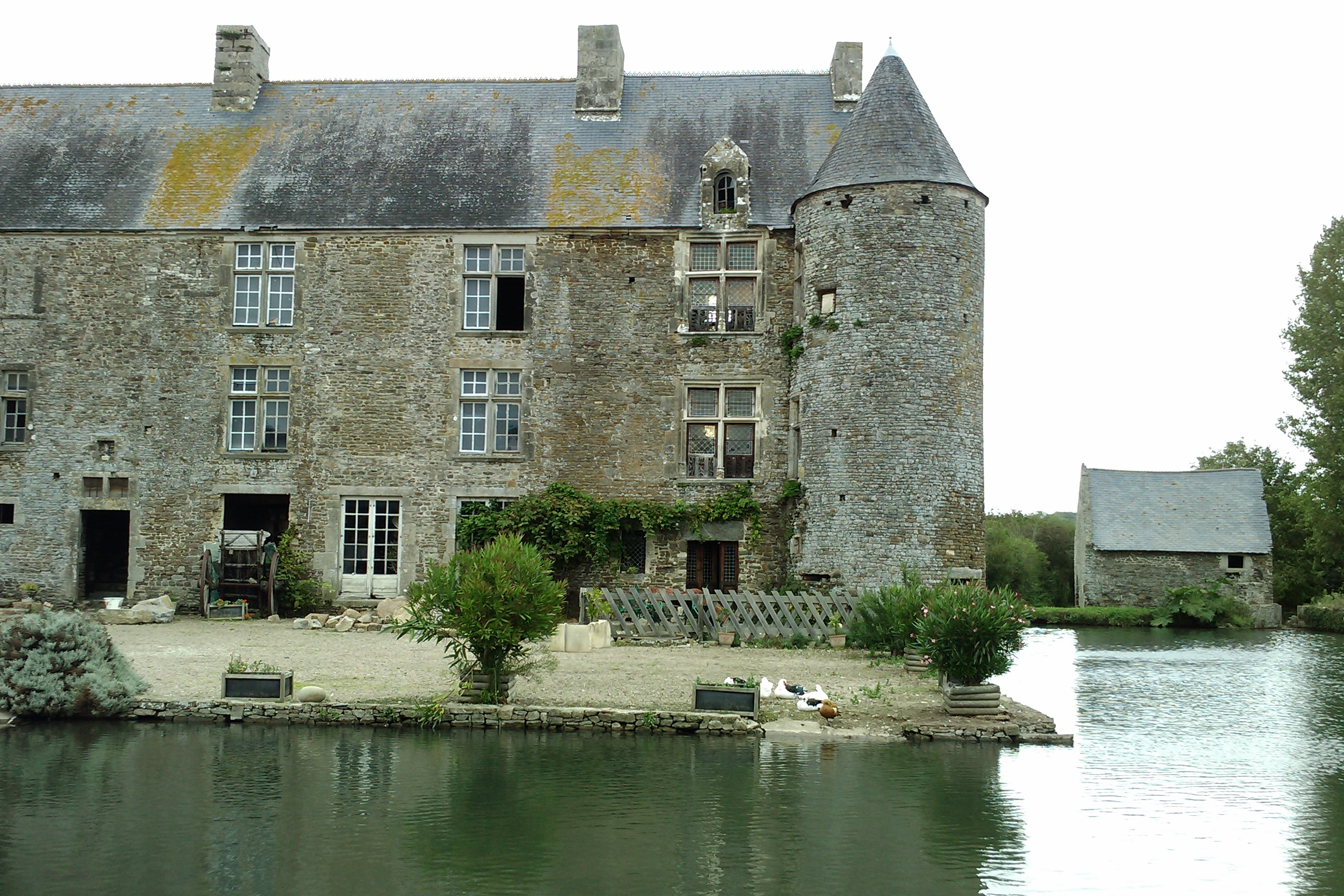
Manoir du Parc.

- Cinq voies romaines arrivent et partent de Port-Bail, ce qui laisse penser que ce port était une escale de la route maritime de l'étain, qui reliait ainsi la Cornouaille au Bassin méditerranéen.
- Le manoir du Dick, du XVIe siècle, est inscrit au titre des Monuments historiques pour sa cheminée Renaissance[54].
- Le pont de 1873 menant vers la plage est également intéressant puisqu'il est composé de treize arches, ce qui est souvent signe de mauvais présage. Les jours de fortes marées, il arrive que le pont se trouve au ras de l'eau, ce qui donne l'impression de marcher sur l'eau.
- La gare de Port-Bail est desservie par le Train touristique du Cotentin.
- Château d'Omonville (des XVIe – XVIIe siècles) : logis flanqué de tours d'angles circulaires, douves, boiseries Louis XV.
- Château de la Mare.
- Menhir couché.
- Manoir du Parc. Il date du XIIIe siècle. Restauré depuis la fin des années 2000, il a été récompensé par l'association des vieilles maisons françaises en 2015. Racheté en 1998, son propriétaire est Valentin Giard. C'est un ensemble composé d’un donjon, modifié. Il a servi de point d’observation lors de la Seconde Guerre mondiale. Le manoir du Parc d’Ourville est visitable. L'ascension du donjon avec le propriétaire des lieux est possible.[réf. nécessaire]
- Havre de Portbail
- Lindbergh plage
- Port-Bail est le terminus du train touristique du Cotentin, qui circule sur l'ancienne ligne de Carentan à Carteret.
- Un  village vacances VVF se trouve à Portbail[55].

### Personnalités liées à la commune
- Eugène Bretel (1842-1933), premier producteur industriel de beurre, né dans la commune.
- René Fenouillère (1882-1916), footballeur international, né dans la commune et mort au front.
- Flavie Flament (1974 - ), autrice, militante féministe, animatrice de télévision et de radio française,  est originaire de Portbail où elle passe régulièrement ses vacances.